# Togučin
Togučin (rusky Тогучин) je město v Novosibirské oblasti v Ruské federaci. Při sčítání lidu v roce 2010 tu žilo 21 900 obyvatel.

## Poloha
Togučin leží v jihovýchodní části Západosibiřské roviny na řece Ině, pravém přítoku Obu. Od Novosibirsku, správního střediska oblasti, je Togučin vzdálen přibližně 125 kilometrů východně.

## Dějiny
Togučin vznikl v roce 1867, ale prudce se začal rozvíjet až v roce 1929 s výstavbou železnice z Novosibirsku do Novokuzněcku. Městem je od roku 1945.